# Лірой Дженкінс

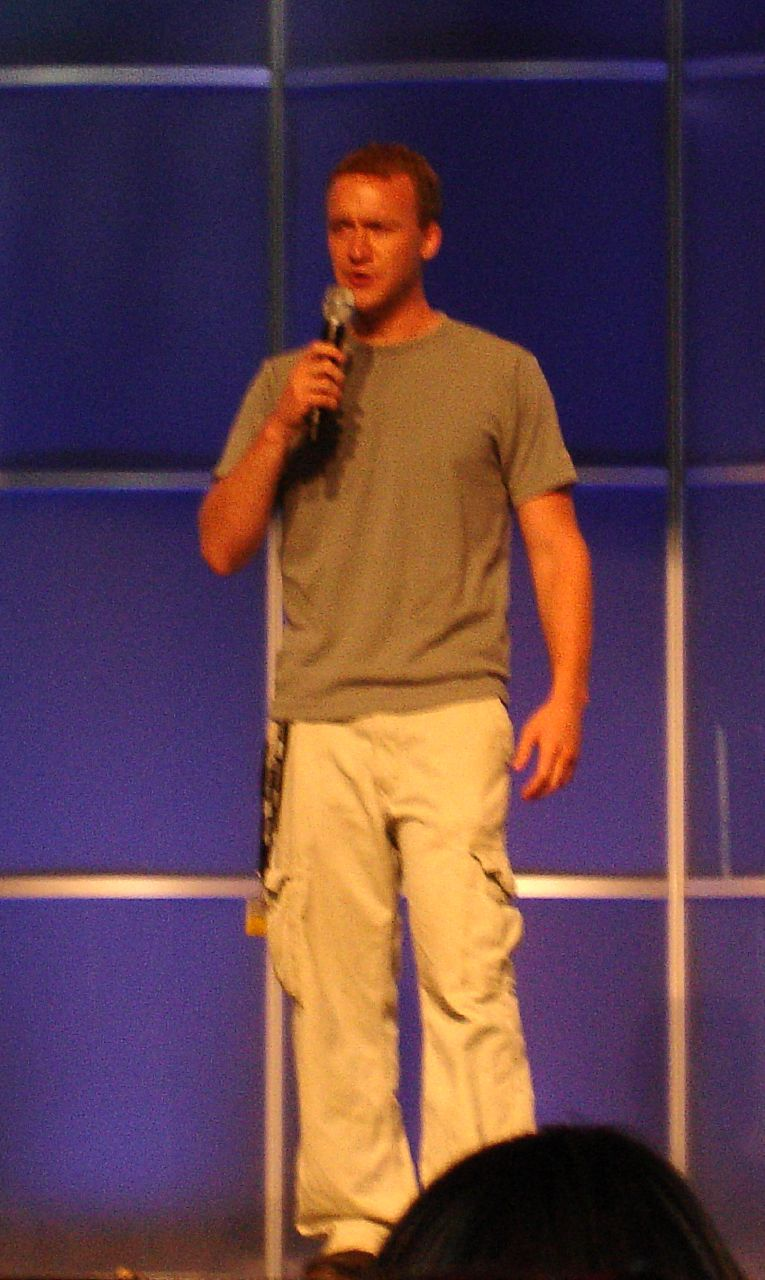
Бен Шульц, творець Ліроя Дженкінса на BlizzCon 2007

Лірой Дженкінс (англ. Leeroy Jenkins) — інтернет-мем, віртуальний персонаж з гри World of Warcraft, створений  гравцем Беном Шульцом. Прославився комічним відеороликом його дурного вчинку під час кооперативного проходження одного з підземель гри: у відео гравці обговорюють складний план дій перед битвою, після чого Лірой Дженкінс зненацька кидається в атаку, викрикуючи власне ім'я як бойовий клич, руйнує план і занапащує всю групу.
Ролик з Ліроєм Дженкінсом був постановочним, спочатку створений як сатира на наївний дизайн підземелля. Завдяки популярності відео популярність Ліроя Дженкінса поширилася далеко за межами спільноти гравців World of Warcraft.
Відеоролик з «подвигом» Ліроя Дженкінса було записано й викладено 11 травня 2005 року на сайті warcraftmovies.com, котрий дозволяє користувачам завантажувати свої відеозаписи геймплею World of Warcraft. На кінець 2017 роки цей відеозапис мав понад 2 мільйонів переглядів, а його копія, що розміщена у 2006 році на YouTube — понад 47 мільйонів.